# Ирландски език
Ирландският език (Gaeilge na hÉireann или само Gaeilge) е келтски език, говорен от около 355 000 души, главно в Ирландия и Великобритания. Има статут на първи национален и официален език в Ирландия. Макар в миналото да е бил разпространен на целия остров, днес е малцинствен език. Във всекидневието се използва най-вече от населението в крайните западни части на Ирландия. От 1 януари 2007 година става официален език в Европейския съюз.

## История
Най-старите надписи на ирландски език са рунически надписи от 4 век. От 6 век се използва латинската азбука. Съвременният ирландски език се образува след 13 век като книжовен език на келтскоговорещото население на Ирландия и Шотландия. През 18 и 19 век английският език започва да измества ирландския, а положението се влошава допълнително по времето на големия глад през 1845 – 49 година и изселническите вълни към Америка.
Преди да получи независимостта си през 1922 година, Ирландия преминава през своя културна революция, част от която са опитите да се спре западането на употребата на ирландски език. Движението добива известност, но накрая не постига успеха, на който поддръжниците му се надяват.
След като Ирландия спечелва независимостта си през 1922 година, ирландското правителство оповестява внушителната си цел да възстанови ирландския език като главен говорим език в страната. Изучаването на ирландски става задължително в държавните училища и се подемат различни инициативи за развитието на ирландски говорещите области Гелтахт (Gaeltacht) в страната. След известно време обаче става ясно, че успехът продължава да им се изплъзва – често винят образователните методи – и употребата на езика все така намалява.
Извън ирландски говорещите области положението донякъде се променя през 70-те години, когато главно в градовете започват да възникват основни училища, в които се преподава изцяло на ирландски език (Gaelscoileanna), и чийто брой бавно нараства – явление, засягащо предимно средната класа. До средата на 90-те години вече има голям брой такива училища и наблюдателите отбелязват, че те са завоювали определен престиж и са на мода. Броят на училищата, в които се преподава изцяло на ирландски език, продължава да нараства и днес над един милион от около 4 милиона души население в Ирландия обявяват, че могат да говорят ирландски. През 2007 година ирландският става сред официалните езици в Европейския съюз.

## Граматика
Има 2 рода, 5 вида склонения на имената, особен словоред, склоняеми предлози, промяна на началните съгласни при склонението на имената.

### Словоред
Словоредът е необичаен с това, че изречението обикновено започва със сказуемо, следвано от подлог и допълнение. Използват се 2 различни вида свързващ глагол (copula, an chopail) за изразяване на различните видове предикати: качество, състояние, местоположение и др.

### Склоняеми предлози
Характерни са за всички келтски езици. Предлогът се слива с личното местоимение и се скланя според лицето и числото.
Пример за склонение на предлога ag (при):
- Tá leabhar agam. „Имам книга.“ (буквално „Има книга при мен.“)
- Tá leabhar agat. „Имаш книга.“
- Tá leabhar aige. „Той има книга.“
- Tá leabhar aici. „Тя има книга.“
- Tá leabhar againn. „Имаме книга.“
- Tá leabhar agaibh. „Имате книга.“
- Tá leabhar acu. „Имат книга.“

### Промяна на началната съгласна
В ирландския действат два закона за промяна на началните съгласни:
Смекчаване (lenition, séimhiú): промяна на преградните съгласни в преходни.
Сравни:
- caith! „хвърли!“ – chaith mé „хвърлих“
- Seán „Шон, Джон“ – a Sheáin! „Джоне!“

Потъмняване (nasalisation, urú): озвучаване на беззвучните преградни съгласни (t, d, p), както и назализация:
Сравни:
- athair „баща“ – ár nAthair „нашият баща“
- tús „начало“, ar dtús „в началото“
- Gaillimh „Голуей“ – i nGaillimh „в Голуей“

### Склонение на имената
Има два рода: мъжки и женски и две числа:единствено и множествено. Двойствено число се използва само с числителното dá „две“. Склоненията са пет и произлизат от различните именни основи в староирландския. Падежите са два: именителен (общ) и родителен.

## Речник
Има доста думи от индоевропейски произход, както и заемки от латински, гръцки, английски за по-новите термини и понятия.